# ブラックプレス・グループ
ブラックプレス・グループ（英語: Black Press Group）は、カナダ・ブリティッシュコロンビア州ヴィクトリアに本部がある出版会社で、カナダとアメリカ合衆国の子会社で新聞を発行している。もと『トロント・スター』紙に勤めていたデイビッド・ホームズ・ブラック（en:David Holmes Black）が株式を80％所有していて、『トロント・スター』の親会社のTorstar（en:Torstar）が20％所有している。
新聞は、カナダのアルバータ州、ブリティッシュコロンビア州（エバレットの『ザ・ヘラルド』紙）、アメリカのワシントン州、オハイオ州（『アクロン・ビーコン・ジャーナル』紙）、ハワイ州（『ホノルル・アドバタイザー』紙その他   ）などを発行している。カリフォルニア州の『サンフランシスコ・エグザミナー』紙はデイビッド・ブラックが個人的に投資している。